# Geografía de Finlandia
Finlandia (nombre local, Suomen tasavalta/Republiken Finland) es un estado de Europa septentrional, que limita con el mar Báltico, golfo de Botnia y el golfo de Finlandia. Comparte fronteras con Suecia al oeste por 540 kilómetros, al norte con Noruega por 720 kilómetros, al este con Rusia por 1268 kilómetros y un borde marítimo con Estonia. Finlandia es el país europeo más septentrional. Aunque algunas partes de otros países se extienden más al norte, todo Finlandia está a más de 60° de latitud norte; un cuarto del área yace al norte del círculo polar ártico. Una parte del extremo norte de Finlandia forma parte de la península escandinava.

## Geografía física

### Relieve General
La extensión de Finlandia es de 338.145 km², con 304.623 km² de tierra y 33.552 km² de aguas continentales.
La geografía de Finlandia es debida principalmente a los glaciares continentales. Cuando los glaciares cedieron hace 10 000 años dejaron morrenas y eskers. Otras indicaciones de su presencia son los miles de lagos que se forman por la fusión nival en la parte sur del país.

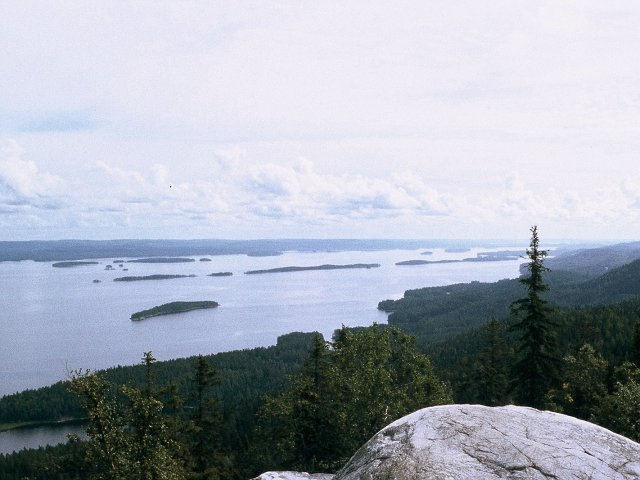

Finlandia es un país extremadamente llano y de poca altitud, ya que una inmensa parte del territorio finés está a menos de 200 metros sobre el nivel del mar. La parte del país que supera esa altitud se encuentra en el norte (Laponia), y en el interior de la provincia de Oulu. El paisaje finlandés es llano en la parte sudoeste y en las llanuras vastas y costeras de Ostrobotnia, ondulado de colinas en el centro y el este —altitud inferior a 350 metros al sur del paralelo 65°N—. Laponia es a veces montañosa, pero la mayoría de las veces está formada por extensiones vastas y bastante planas ocupadas por lagos, pantanos y turberas. Los relieves más característicos de Laponia son los tunturit (en singular tunturi, un accidente similar a los fell ingleses y fjäll suecos), unas colinas cuya altitud sobrepasa el límite del bosque, que en esta región con clima subártico es poco elevado, alrededor de 300 m en los alrededores de Sodankylä por ejemplo. El punto más elevado, con 1328 m s. n. m., es el monte Halti, se encuentra en el extremo noroeste de Laponia, junto a la frontera con Noruega.

### Ríos, lagos y costas
Finlandia tiene 187 888 lagos, 5100 rápidos y 179 584 islas. Los lagos tienen una extensión muy variada, que va desde los 4400 km² del Saimaa a los 1000 km² del Päijänne y del lago Inari.
Hay aproximadamente 1107 kilómetros de costa con el golfo de Finlandia (sur), el mar Báltico (suroeste), y el golfo de Botnia (oeste). Al sur de Turku, la costa es muy accidentada, presentando numerosos cabos, arrecifes e islas. Finlandia cuenta con 179 584 islas, de las que la inmensa mayoría se encuentran en archipiélago de Åland y a lo largo de la costa meridional del golfo de Finlandia, particularmente en el archipiélago de Turku.
Uno de los principales archipiélagos de Finlandia es el de las islas Aland o Åland (Ahvenanmaa). Este archipiélago, que a su vez es una región con un alto grado de autonomía y una de las 6 provincias administrativas de Finlandia, tiene una extensión de 1552 km².

### Clima
El clima de la Finlandia meridional es nórdico. En el norte del país, particularmente en Laponia, predomina el clima subártico, caracterizado por los inviernos extremadamente fríos. Tiene un clima continental con temperaturas extremadas. La latitud es la influencia principal en el clima finés. Por su situación geográfica norteña, el invierno es la estación más larga. Por término medio, el invierno dura desde principios de diciembre hasta mediados de marzo en el archipiélago (de 105 a 120 días) y desde principios de octubre a principios de mayo en Laponia (180 días). Eso significa que las regiones meridionales del país quedan cubiertas por la nieve alrededor de tres a cuatro meses al año y, en las septentrionales, alrededor de siete meses.
También le afectan las corrientes cálidas de la corriente del Golfo, aunque en menor medida que a los vecinos países de Noruega y Suecia. Los vientos del oeste llevan las corrientes de aire cálido a las zonas bálticas y las orillas del país, moderando las temperaturas invernales, especialmente en el sur. Estos vientos, debido a las nubes asociadas con sistemas de tiempo que acompaña los occidentales, también disminuyen la cantidad de luz solar que se recibe durante el verano. Finalmente, ha de mencionarse que el continente euroasiático en el este interactúa con el océano Atlántico en el oeste para modificar el clima del país. El sistema de alta presión continental situada sobre el continente euroasiático contrarresta las influencias marítimas, ocasionando severos inviernos y ocasionalmente temperaturas altas en el verano. A veces se produce el efecto Föhn por los Alpes escandinavos de Noruega.
Como Finlandia se encuentra en la zona de los vientos occidentales de latitud media, en la frontera entre las masas de aire tropicales y las polares, los tipos climáticos se suceden rápidamente, especialmente en invierno. Las condiciones meteorológicas finlandesas dependen de ciertos puntos conocidos, como el ciclón ubicado en las cercanías de Islandia y los anticiclones de Siberia y las Azores. La ubicación y la intensidad de estos centros pueden variar en diferentes épocas, y alguno de ellos puede determinar el desarrollo del tiempo durante largos períodos.
Temperaturas

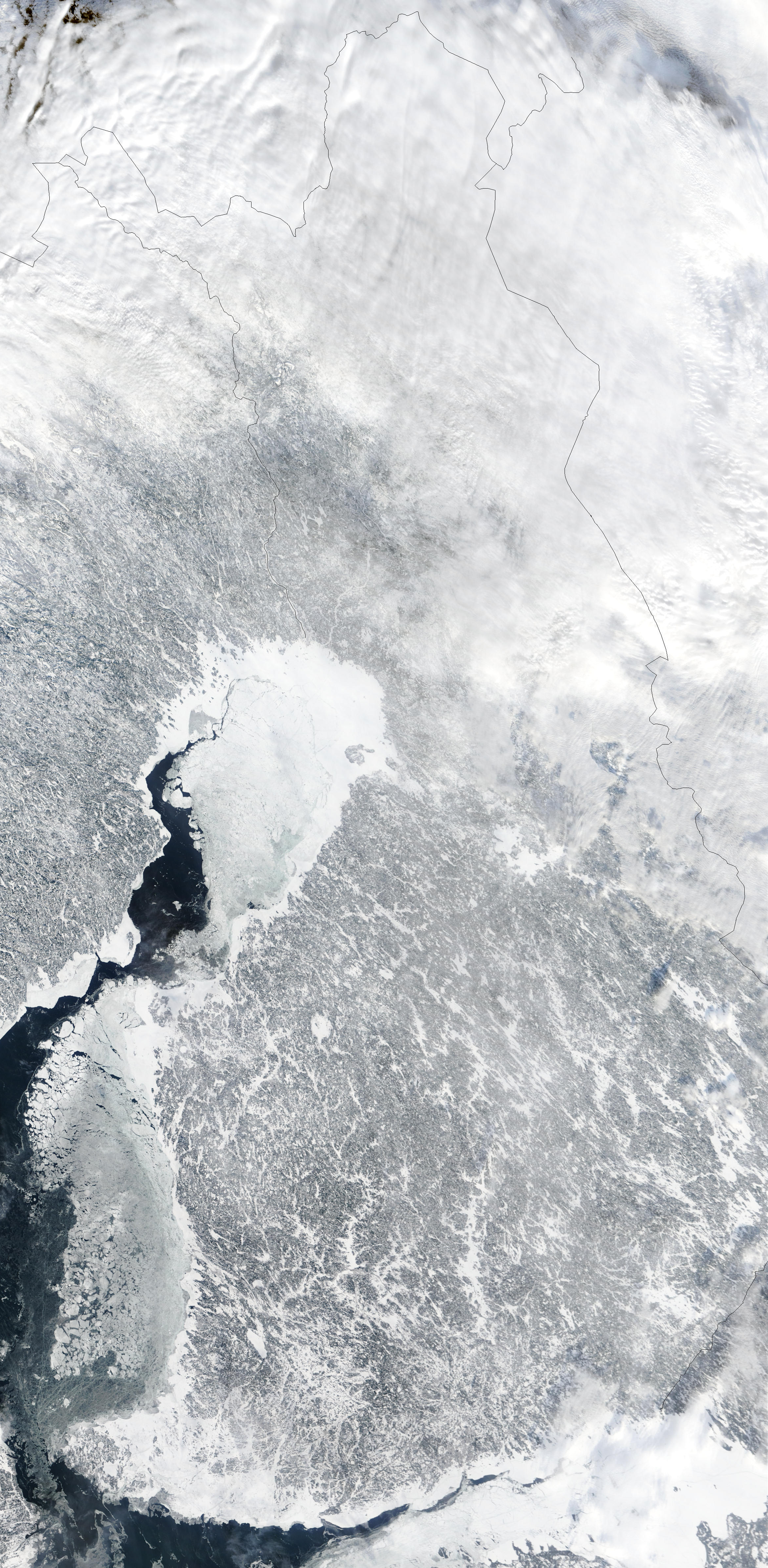
En invierno

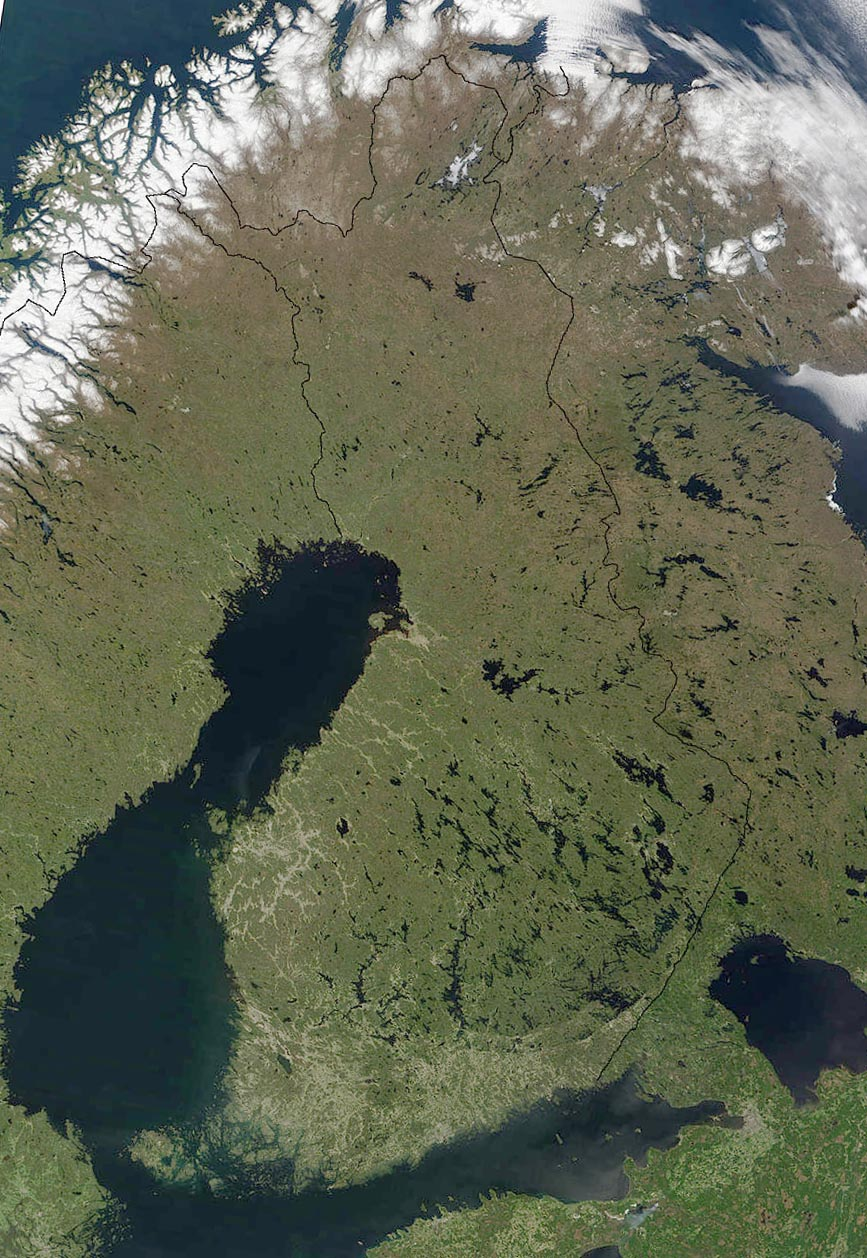
Imagen de Finlandia, obtenida por satélite

Finlandia alcanza temperaturas glaciales en invierno: en el sur bajan a –15 °C en enero y febrero, mientras que en el norte a menudo se sitúan por debajo de –30 °C. En esta época del año este territorio carece de luz solar durante la mayor parte del día; con la llegada del verano y el sol de medianoche se calculan valores de 15 °C en el norte y en torno a 20 °C en el sur. Sin embargo, las temperaturas pueden ascender hasta 30 °C.
La temperatura más alta registrada es de 37,2 °C (Liperi, julio de 2010). La más baja, −51,5 °C (Kittilä, enero de 1999). La temperatura media anual es relativamente alta en la parte suroeste del país (5,0 °C a 7,5 °C), con inviernos bastante suaves y veranos templados, y baja en la parte noreste de Laponia (0 °C a –4 °C).
Los extremos de temperatura para cada mes:
Máximas temperaturas:
- Enero: +10,9 °C (6 de enero de 1973, Mariehamn, Åland)
- Febrero: +11,8 °C (28 de febrero de 1943, Helsinki, Finlandia meridional)
- Marzo: +17,5 °C (27 de marzo de 2007, Helsinki-Vantaa, Finlandia meridional)
- Abril: +25,5 °C (27 de abril de 1921, Jyväskylä, Finlandia central)
- Mayo: +31,0 °C (30/31 de mayo de 1995, Lapinjärvi, Finlandia meridional)
- Junio: +33,8 °C (24 de junio de 1934, Ähtäri, Finlandia central)
- Julio: +37,2 °C (29 de julio de 2010, Liperi, Finlandia oriental)
- Agosto: +33,8 °C (7/8 de agosto de 2010, Puumala, Finlandia oriental)
- Septiembre: +28,8 °C (6 de septiembre de 1968, Rauma, Finlandia occidental)
- Octubre: +19,4 °C (2 de octubre de 1985, Helsinki, Finlandia meridional)
- Noviembre: +14,1 °C (2 de noviembre de 1999, Mariehamn, Åland)
- Diciembre: +10,8 °C (6 de diciembre de 2006, Salo, Finlandia meridional)

Temperaturas mínimas:
- Enero: −51,5 °C (29 de enero de 1999, Kittilä, Laponia)
- Febrero: −49,0 °C (5 de febrero de 1912, Sodankylä, Laponia)
- Marzo: −44,3 °C (1 de marzo de 1971, Salla, Laponia)
- Abril: −36,0 °C (9 de abril de 1912, Kuusamo, Región de Oulu)
- Mayo: −24,6 °C (1 de mayo de 1971, Enontekiö, Laponia)
- Junio: −7,0 °C (3 de junio de 1962, Inari, Laponia)
- Julio: −5,0 °C (12 de julio de 1958, Kilpisjärvi, Laponia)
- Agosto: −10,8 °C (26 de agosto de 1980, Salla, Laponia)
- Septiembre: −18,7 °C (26 de septiembre de 1968, Sodankylä, Laponia)
- Octubre: −31,8 °C (25 de octubre de 1968, Sodankylä, Laponia)
- Noviembre: −42,0 °C (30 de noviembre de 1915, Sodankylä, Laponia)
- Diciembre: −47,0 °C (21 de diciembre de 1919, Pielisjärvi, Finlandia oriental)

Precipitaciones
El largo invierno hace que alrededor de la mitad de las precipitaciones anuales, de 500 a 600 mm en el norte caiga en forma de nieve. En el sur del país llueve entre 600 y 700 mm anuales. Como en el norte, llueve a lo largo de todo el año, aunque no cae tanta nieve.
| Parámetros climáticos promedio de Inari | Parámetros climáticos promedio de Inari | Parámetros climáticos promedio de Inari | Parámetros climáticos promedio de Inari | Parámetros climáticos promedio de Inari | Parámetros climáticos promedio de Inari | Parámetros climáticos promedio de Inari | Parámetros climáticos promedio de Inari | Parámetros climáticos promedio de Inari | Parámetros climáticos promedio de Inari | Parámetros climáticos promedio de Inari | Parámetros climáticos promedio de Inari | Parámetros climáticos promedio de Inari | Parámetros climáticos promedio de Inari |
| Mes                                     | Ene.                                    | Feb.                                    | Mar.                                    | Abr.                                    | May.                                    | Jun.                                    | Jul.                                    | Ago.                                    | Sep.                                    | Oct.                                    | Nov.                                    | Dic.                                    | Anual                                   |
| --------------------------------------- | --------------------------------------- | --------------------------------------- | --------------------------------------- | --------------------------------------- | --------------------------------------- | --------------------------------------- | --------------------------------------- | --------------------------------------- | --------------------------------------- | --------------------------------------- | --------------------------------------- | --------------------------------------- | --------------------------------------- |
| Temp. máx. abs. (°C)                    | 4                                       | 6                                       | 8                                       | 13                                      | 24                                      | 28                                      | 31                                      | 26                                      | 24                                      | 14                                      | 7                                       | 2                                       | 31                                      |
| Temp. máx. media (°C)                   | -9                                      | -9                                      | -3                                      | 2                                       | 8                                       | 14                                      | 17                                      | 15                                      | 9                                       | 1                                       | -4                                      | -8                                      | 2.8                                     |
| Temp. mín. media (°C)                   | -18                                     | -17                                     | -14                                     | -9                                      | 0                                       | 6                                       | 9                                       | 7                                       | 3                                       | -3                                      | -10                                     | -18                                     | -5.3                                    |
| Temp. mín. abs. (°C)                    | -41                                     | -42                                     | -38                                     | -29                                     | -12                                     | -2                                      | 2                                       | 0                                       | -6                                      | -18                                     | -36                                     | -40                                     | -42                                     |
| Precipitación total (mm)                | 22                                      | 19                                      | 15                                      | 20                                      | 29                                      | 54                                      | 53                                      | 66                                      | 44                                      | 28                                      | 25                                      | 30                                      | 405                                     |
| Días de precipitaciones (≥ 1 mm)        | 14                                      | 13                                      | 10                                      | 9                                       | 13                                      | 16                                      | 15                                      | 16                                      | 15                                      | 13                                      | 13                                      | 15                                      | 162                                     |
| [cita requerida]                        |                                         |                                         |                                         |                                         |                                         |                                         |                                         |                                         |                                         |                                         |                                         |                                         |                                         |

### Medio ambiente
La práctica totalidad de Finlandia corresponde al bioma de taiga; solo en los extremos norte y suroeste se encuentran pequeñas áreas de tundra y bosque templado de frondosas respectivamente.

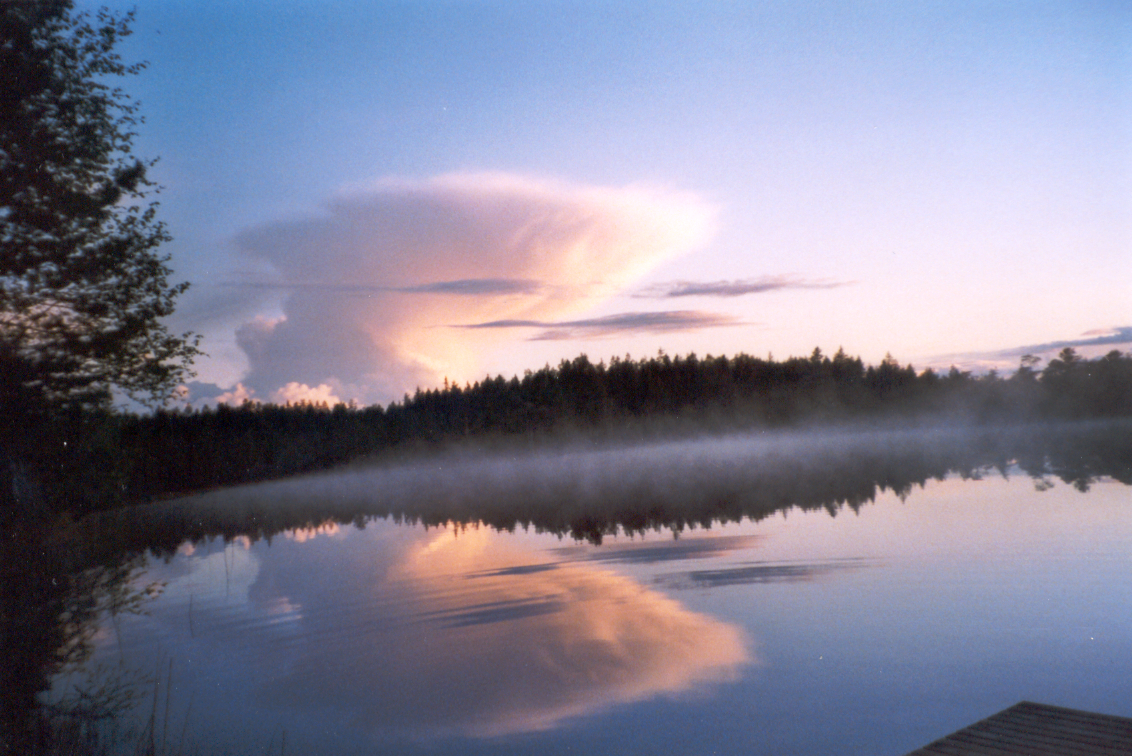
Lago en el parque nacional de Salamajärvi.

Según WWF, el territorio de Finlandia se reparte entre tres ecorregiones:
- Pradera y bosque montano de abedules de Escandinavia, en el extremo norte
- Bosque mixto sarmático, en el extremo suroeste y el archipiélago de Åland
- Taiga escandinava y rusa, en el resto del país

Conforme a la normativa de la Unión Europea, el territorio de este país se reparte en dos regiones biogeográficas: la boreal y, en las montañas fenoescandinavas septentrionales, alpina. Destaca en su patrimonio natural un sitio patrimonio de la Humanidad declarados por la Unesco compartido con Suecia: el bien natural "Costa Alta / Archipiélago Kvarken" (2000, 2006). Cuenta con dos reservas de la biosfera: Carelia septentrional (1992) y la zona del archipiélago marino (1994). 799.518 hectáreas están protegidas como humedales de importancia internacional al amparo del Convenio de Ramsar, en total, 49 sitios Ramsar. Tiene más de una treintena de parques nacionales, destacando entre ellos el parque nacional de Lemmenjoki y el de Salamajärvi.
Finlandia cuenta con 14.829 áreas protegidas que cubren 50.303 km², es decir, el 14,98 % de la superficie del país.

## Geografía humana
Finlandia tiene una población de 5 501 043 habitantes (2016). El grupo étnico mayoritario está formado por finlandeses (93,4 %) y hay una minoría sueca (5,6 %). Otros pequeños grupos son los rusos (0,5 %), estonios (0,3 %), gitanos (0,1 %) y lapones (sami, 0,1 %). Son oficiales el Suomi (91,2 %) y el sueco (5,5 %); también se hablan en un 3,3 % otros idiomas: ruso, y esquimal (2007). En cuanto a las religiones: Iglesia evangélica luterana de Finlandia (82,5 %), iglesia ortodoxa (1,1 %), otros cristianos (1,1 %), otros 0,1 %, ninguna 15,1 % (2006).
Las principales ciudades son Helsinki, sede del gobierno, Tampere, Turku, Espoo y Vantaa. Hasta finales de 2009 Finlandia se dividía en 6 provincias (lääni en finés), estas eran:
1. Finlandia Meridional (Etelä-Suomen lääni)
2. Finlandia Occidental (Länsi-Suomen lääni)
3. Finlandia Oriental (Itä-Suomen lääni)
4. Provincia de Oulu (Oulun lääni)
5. Laponia (Lapin lääni)
6. Åland (en sueco) o Ahvenanmaa (en finés)

## Economía
- Recursos naturales: madera, cobre, zinc, hierro, plataoro
- Uso de la tierra:
  - tierra arable: 8 %
  - cosechas permanentes: 1 %
  - pastos permanentes: 0 %
  - bosques: 76 %
  - otros:16 % (est. 1993)
- Tierra irrigada: 640 km² (1993 est.)

## Áreas protegidas de Finlandia

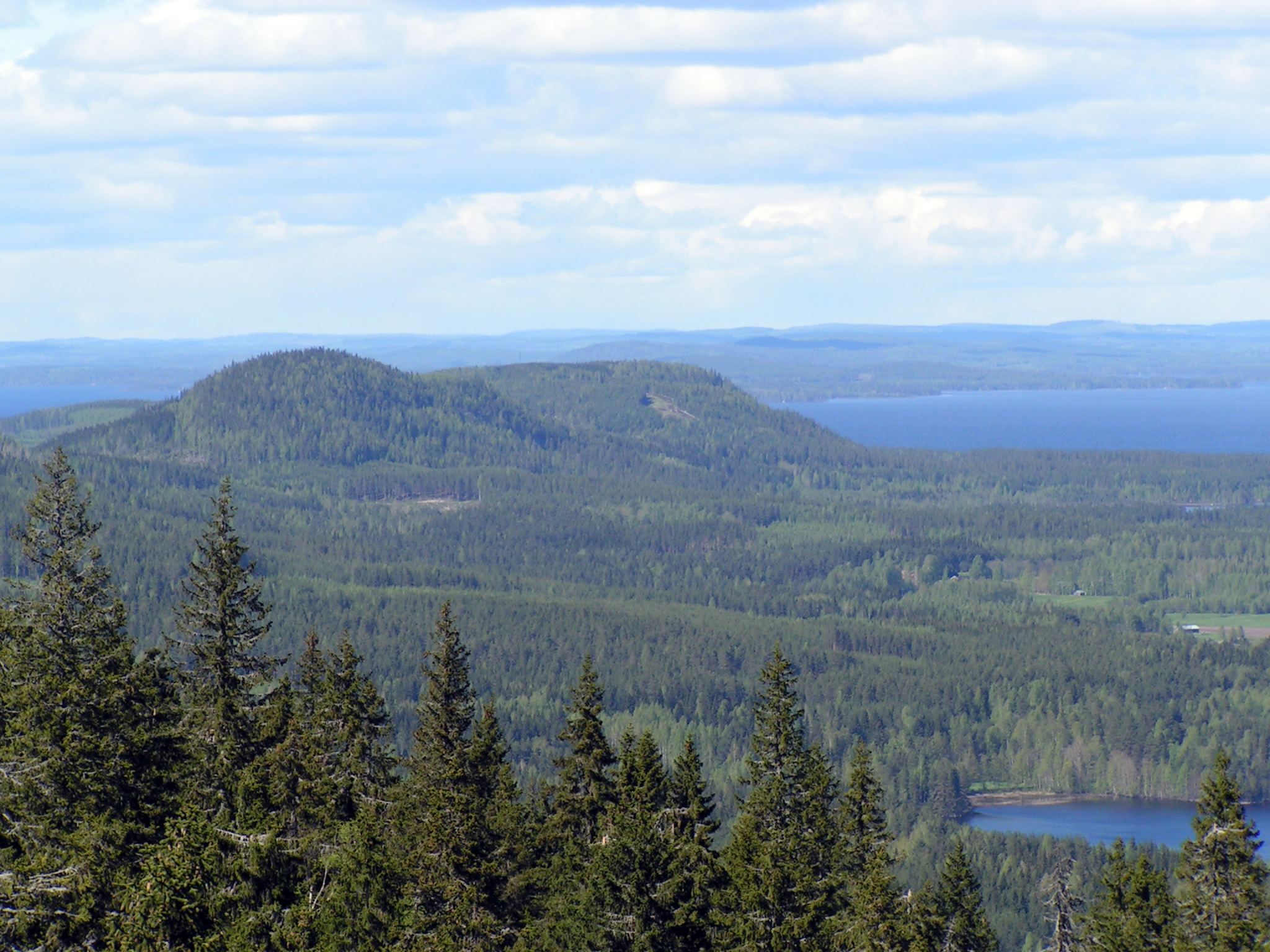
Parque nacional de Koli

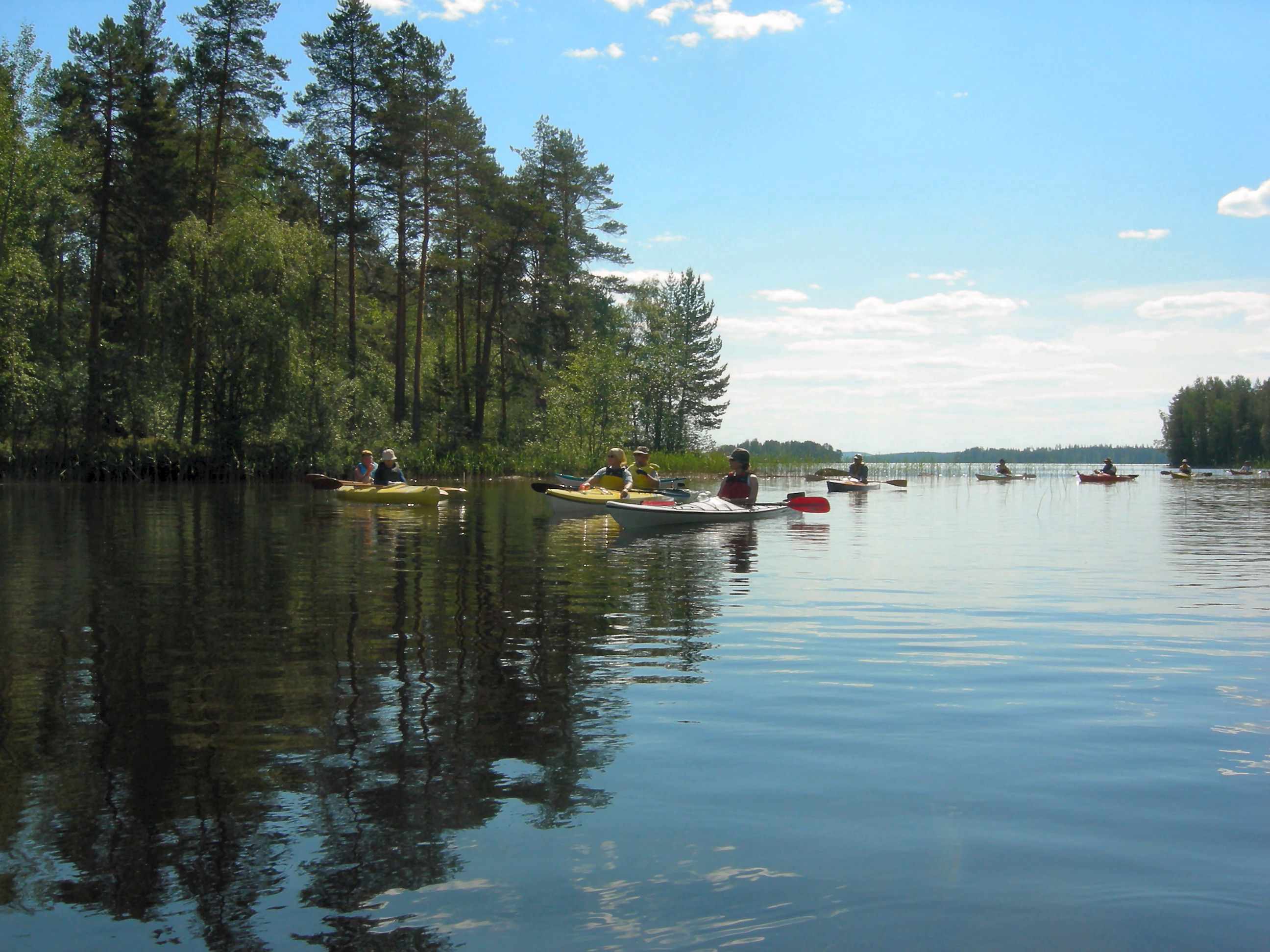
Parque nacional de Kolovesi, con el lago Kolovesi.

En Finlandia hay 16.047 zonas protegidas que cubren 44.914 km², el 13,3 % del territorio (337.726 km²), y 9526 km² de áreas marinas, el 12 % de la superficie que corresponde al país (79.468 km²). De estas, 13.785 son de designación nacional, 2212 son de designación regional, y 50 son internacionales. En este conjunto hay 40 parques nacionales, 12 áreas naturales, 19 reservas naturales estrictas, 420 reservas naturales estatales, 166 turberas protegidas, 77 reservas forestales primigenias, 46 reservas forestales ricas en vegetación, 11.357 reservas naturales privadas, 7 áreas de protección de la foca gris, 171 zonas de protección temporal, 24 bosques estatales protegidos por orden del servicio forestal estatal, 1185 hábitats protegidos, 260 sitios de especies bajo protección estricta y 1 área de conservación privada.
En cuanto a las designaciones regionales, hay 470 áreas de protección especial según la directiva de aves, 28 áreas protegidas del mar Báltico y 1714 sitios de importancia comunitaria.
Las designaciones internacionales comprenden 2 reservas de la biosfera de la Unesco, 49 sitios Ramsar y 1 sitio patrimonio de la humanidad.

#### Parques nacionales
- Parque nacional del Archipiélago Marino, 500 km²
- Golfo oriental de Finlandia, 6 km²
- Parque nacional del mar de Botnia, 913 km²
- Parque nacional de la bahía de Botnia, 157 km²
- Archipiélago de Ekenäs 52 km²
- Helvetinjärvi, 49,8 km²
- Hiidenportti, 45 km²
- Hossa, 90 km²
- Isojärvi, 19 km²
- Kauhaneva-Pohjankangas, 57 km²
- Koli, 30 km²
- Kolovesi, 23 km²
- Kurjenrahka, 29 km²
- Lauhanvuori, 53 km²
- Leivonmäki, 29 km²
- Lemmenjoki, 2850 km²
- Liesjärvi, 22 km²
- Linnansaari, 36 km²
- Nuuksio, 45 km²
- Oulanka, 270 km²
- Päijänne, 14 km²
- Pallas-Yllästunturi, 1020 km²
- Patvinsuo, 105 km²
- Perämeri, 2,5 km²
- Petkeljärvi, 6 km²
- Puurijärvi-Isosuo, 27 km²
- Pyhä-Häkki, 13 km²
- Pyhä-Luosto, 142 km²
- Repovesi, 15 km²
- Riisitunturi, 77 km²
- Rokua, 4,3 km²
- Salamajärvi, 62 km²
- Seitseminen, 45,5 km²
- Syöte, 299 km²
- Teijo, 33,85 km²
- Tiilikkajärvi, 34 km²
- Torronsuo, 25,5 km²
- Urho Kekkonen, 2550 km²
- Valkmusa, 17 km²